# 오은수 (컬링 선수)
오은수(1993년 1월 4일~)는 대한민국의 컬링 선수이다. 경상북도체육회 소속으로 활동하고 있다.